# در کمال خونسردی (فیلم ۱۹۶۷)
در کمال خونسردی (به انگلیسی: In Cold Blood) فیلمی به کارگردانی ریچارد بروکس بر اساس رمانی به همین نام از ترومن کاپوتی نویسنده آمریکایی محصول سال ۱۹۶۷ است. در سال ۲۰۰۸ کتابخانه کنگره این فیلم را برای حفاظت در فهرست ملی ثبت فیلم برگزید. بنیاد فیلم آمریکا در فهرست ۱۰ فیلم برتر در ۱۰ ژانر به انتخاب بفا این اثر را جزو ۱۰ فیلم بزرگ ژانر درام دادگاهی قرار داد. این فیلم همچنین برای تعبیر بروکس از کتاب کاپوتی و نیز بازی هنرپیشگان از جمله اسکات ویلسون و رابرت بلیک مورد تحسین منتقدان قرار گرفت.

## داستان
در ایالت کانزاس دو زندانی سابق پری اسمیت (رابرت بلیک) و دیک هیکاک (اسکات ویلیسون) یکدیگر را ملاقات می‌کنند و بسیاری از شرایط آزادی مشروطشان را زیر پا می‌گذارند. برنامهٔ آن‌ها در این ملاقات که دیک قرار آن را گذاشته طراحی و اجرای دزدی از خانواده‌ای مزرعه‌دار به اسم کلاتر است که طبق گفته‌های یکی از هم زندانی‌های دیک در گاوصندوقی مخفی در منزلشان در هولکومب، کانزاس ۱۰٬۰۰۰ دلار پول نقد دارند. اما برنامهٔ آن‌ها طوری که می‌خواستند پیش نمی‌رود و آن‌ها با تنها ۴۳ دلار پول نقد و به قتل رساندن همهٔ چهار نفر عضو خانوادهٔ کلاتر آنجا را ترک می‌کنند...

## بازیگران
| # | بازیگر          | شخصیت      | #  | بازیگر       | شخصیت        |
| - | --------------- | ---------- | -- | ------------ | ------------ |
| ۱ | رابرت بلیک      | پری اسمیت  | ۷  | جیم لانتز    | افسر رولیدار |
| ۲ | اسکات ویلسون    | دیک هیکاک  | ۸  | جیمز فلاوین  | کلارنس دانتز |
| ۳ | جان فورسایث     | الوین دیوی | ۹  | چارلز مک گرا | پدر پری      |
| ۴ | پل استوارت      | خبرنگار    | ۱۰ | جان مک لیام  | هربرت کلاتر  |
| ۵ | جرالد اس اُلافلن | هارولد نای | ۱۱ | پال هاف      | کنیون کلاتر  |
| ۶ | جف کوری         | پدر دیک    | ۱۲ | دونالد سالرز | فروشنده لباس |